# Маврикій на літніх Олімпійських іграх 2016
Маврикій на літніх Олімпійських іграх 2016 була представлена 12 спортсменами в 8 видах спорту. Жодної медалі олімпійці Маврикія не завоювали.

## Спортсмени
| Дисципліна     | Чоловіки | Жінки | Разом |
| -------------- | -------- | ----- | ----- |
| Легка атлетика | 2        | 1     | 3     |
| Бадмінтон      | 0        | 1     | 1     |
| Бокс           | 2        | 0     | 2     |
| Велоспорт      | 1        | 0     | 1     |
| Дзюдо          | 0        | 1     | 1     |
| Плавання       | 1        | 1     | 2     |
| Тріатлон       | 0        | 1     | 1     |
| Важка атлетика | 0        | 1     | 1     |
| Разом          | 6        | 6     | 12    |

## Легка атлетика
Легенда
- Note – для трекових дисциплін місце вказане лише для забігу, в якому взяв участь спортсмен
- Q = пройшов у наступне коло напряму
- q = пройшов у наступне коло за добором (для трекових дисциплін - найшвидші часи серед тих, хто не пройшов напряму; для технічних дисциплін - увійшов до визначеної кількості фіналістів за місцем якщо напряму пройшло менше спортсменів, ніж визначена кількість)
- NR = Національний рекорд
- N/A = Коло відсутнє у цій дисципліні
- Bye = спортсменові не потрібно змагатися у цьому колі

Трекові і шосейні дисципліни
| Спортсмен      | Дисципліна                  | Попередній забіг | Попередній забіг | Півфінал         | Півфінал         | Фінал            | Фінал            |
| Спортсмен      | Дисципліна                  | Час              | Місце            | Час              | Місце            | Час              | Місце            |
| -------------- | --------------------------- | ---------------- | ---------------- | ---------------- | ---------------- | ---------------- | ---------------- |
| Девід Карвер   | марафонський біг (чоловіки) | Н/Д              | Н/Д              | Н/Д              | Н/Д              | 2:26:16          | 102              |
| Орелі Алсіндор | біг на 200 метрів (жінки)   | 24.55            | 7                | Завершила виступ | Завершила виступ | Завершила виступ | Завершила виступ |

Технічні дисципліни
| Спортсмен     | Дисципліна                   | Кваліфікація       | Кваліфікація | Фінал              | Фінал           |
| Спортсмен     | Дисципліна                   | Результат у метрах | Місце        | Результат у метрах | Місце           |
| ------------- | ---------------------------- | ------------------ | ------------ | ------------------ | --------------- |
| Джонатан Дрек | потрійний стрибок (чоловіки) | 16.21              | 28           | Завершив виступ    | Завершив виступ |

## Бадмінтон
| Спортсмен    | Дисципліна               | Груповий етап                          | Груповий етап                   | Груповий етап | Вибування          | Чвертьфінал        | Півфінал           | Фінал / БМ         | Фінал / БМ       |
| Спортсмен    | Дисципліна               | Суперник Результат                     | Суперник Результат              | Місце         | Суперник Результат | Суперник Результат | Суперник Результат | Суперник Результат | Місце            |
| ------------ | ------------------------ | -------------------------------------- | ------------------------------- | ------------- | ------------------ | ------------------ | ------------------ | ------------------ | ---------------- |
| Кейт Фу К'юн | одиночний розряд (жінки) | Буранапрасертсук (THA) L (7–21, 18–21) | Chen H-y (AUS) W (21–16, 21–19) | 2             | Завершила виступ   | Завершила виступ   | Завершила виступ   | Завершила виступ   | Завершила виступ |

## Бокс
| Спортсмен         | Категорія           | 1/16 фіналу        | 1/8 фіналу            | Чвертьфінали       | Півфінали          | Фінал              | Фінал           |
| Спортсмен         | Категорія           | Суперник Результат | Суперник Результат    | Суперник Результат | Суперник Результат | Суперник Результат | Місце           |
| ----------------- | ------------------- | ------------------ | --------------------- | ------------------ | ------------------ | ------------------ | --------------- |
| Мервен Клер       | до 75 кг (чоловіки) | Абдін (EGY) L 0–3  | Завершив виступ       | Завершив виступ    | Завершив виступ    | Завершив виступ    | Завершив виступ |
| Кеннеді Сен-П'єрр | до 91 кг (чоловіки) | Bye                | Булудінат (ALG) W 2–1 | Левіт (KAZ) L 0–3  | Завершив виступ    | Завершив виступ    | Завершив виступ |

## Дзюдо
| Спортсмен           | Категорія        | 1/16 фіналу           | 1/8 фіналу           | Чвертьфінали               | Півфінали          | Втішний поєдинок         | Фінал / БМ         | Фінал / БМ |
| Спортсмен           | Категорія        | Суперник Результат    | Суперник Результат   | Суперник Результат         | Суперник Результат | Суперник Результат       | Суперник Результат | Місце      |
| ------------------- | ---------------- | --------------------- | -------------------- | -------------------------- | ------------------ | ------------------------ | ------------------ | ---------- |
| Крістіанна Лежентіл | до 52 кг (жінки) | Фахмі (KSA) W 100–000 | Коен (ISR) W 001–000 | Келменді (KOS) L 000–000 S | Завершила виступ   | Кузютіна (RUS) L 000–100 | Завершила виступ   | 7          |

## Плавання
| Спортсмен      | Дисципліна                           | Попередній заплив | Попередній заплив | Півфінал         | Півфінал         | Фінал            | Фінал            |
| Спортсмен      | Дисципліна                           | Час               | Місце             | Час              | Місце            | Час              | Місце            |
| -------------- | ------------------------------------ | ----------------- | ----------------- | ---------------- | ---------------- | ---------------- | ---------------- |
| Бредлі Вінсент | 100 метрів вільним стилем (чоловіки) | 50.89             | 49                | Завершив виступ  | Завершив виступ  | Завершив виступ  | Завершив виступ  |
| Хізер Арсет    | 100 метрів вільним стилем (жінки)    | 58.89             | 37                | Завершила виступ | Завершила виступ | Завершила виступ | Завершила виступ |

## Тріатлон
| Спортсмен        | Дисципліна | Плавання, 1,5 км | Перехід 1    | Велосипед, 40 км | Перехід 2    | Біг, 10 км   | Загалом Time | Місце        |
| ---------------- | ---------- | ---------------- | ------------ | ---------------- | ------------ | ------------ | ------------ | ------------ |
| Фаб'єн Сент-Луїс | жінки      | 25:30            | Не фінішував | Не фінішував     | Не фінішував | Не фінішував | Не фінішував | Не фінішував |

## Важка атлетика
| Спортсмен         | Категорія        | Ривок     | Ривок | Поштовх   | Поштовх | Загалом | Місце |
| Спортсмен         | Категорія        | Результат | Місце | Результат | Місце   | Загалом | Місце |
| ----------------- | ---------------- | --------- | ----- | --------- | ------- | ------- | ----- |
| Ройліа Ранайвосоа | до 48 кг (жінки) | 80        | 8     | 93        | 10      | 173     | 9     |